# Спаллетти, Лучано
Луча́но Спалле́тти (итал. Luciano Spalletti; род. 7 марта 1959, Чертальдо, Тоскана) — итальянский футболист и футбольный тренер. 

## Биография

### Карьера в Италии
Лучано Спаллетти вырос в городе Эмполи. Там он ходил в школу, а по окончании занятий ездил во Флоренцию, где обучался в футбольной школе клуба «Фиорентина». После того как Лучано признали бесперспективным, он покинул «Фиорентину» и пошёл в молодёжный состав «Кастельфьорентино».
После окончания в 1994 году карьеры игрока в серии С итальянского чемпионата Лучано Спаллетти остался в «Эмполи», год руководил молодёжной командой, в 1995 году был назначен главным тренером основного состава. За два года он вывел скромный клуб из серии С в высший дивизион.

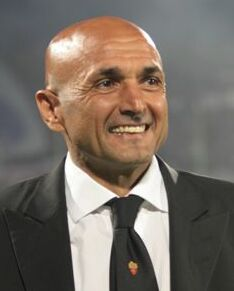
Спаллетти при первой работе с «Ромой»

В 1998 году Спаллетти перешёл в «Сампдорию», имевшую в своём составе довольно сильных игроков, но дела в генуэзском клубе у Спаллетти не сложились, он был уволен ещё до окончания сезона, а клуб по итогам чемпионатa покинул серию А. Следующий клуб молодого наставника, «Венеция», также стал одним из неудачников следующего сезона 1999/2000.
Со второй попытки возглавив «Удинезе» в 2002 году, Спаллетти сенсационно преобразил клуб-середняк. «Удинезе» со Спаллетти заканчивал чемпионат на 5-м, 7-м и 4-м местах, впервые получив возможность участвовать в розыгрыше Лиги чемпионов. Однако Лучано в летнее межсезонье покинул «Удинезе», заявив, что не может гарантировать дальнейшего прогресса, как того хотел президент клуба.
Через две недели Спаллетти подписал двухлетний контракт с «Ромой», пребывавшей в тот период после чехарды тренеров в весьма плачевном состоянии и едва пробившийся в зону квалификации Кубка УЕФА (что по сравнению с предыдущим годом, когда клуб занял 2-е место, позиционировался как полный провал). Несмотря на неудачное начало сезона 2005/06, по итогам чемпионата «Рома» заняла пятую строчку турнирной таблицы, а после применения санкций к ряду клубов, уличённых в организации договорных матчей, поднялась на вторую строчку, что дало возможность римлянам играть в Лиге чемпионов, где они дошли до 1/4 финала, разгромно уступив «Манчестер Юнайтед» с общим счётом 8:3 (пропустив в ответном матче на «Олд Траффорд» 7 мячей). И следующие два сезона «Рома» занимала вторую строчку в чемпионате и выбывала — сперва в четвертьфинале Лиги чемпионов, снова уступив дорогу «МЮ» (но с менее разгромным общим счётом 3:0), а годом позже — в одной восьмой финала, проиграв по пенальти «Арсеналу».
Дважды «Рома» под руководством Спаллетти завоёвывала Кубок Италии — 2006/07 и 2007/08, и один раз, в 2007, Суперкубок. По итогам 2006 и 2007 годов Спаллетти признавался лучшим тренером Серии А. 1 сентября 2009 года после неудачного старта в начале сезона 2009/2010 окончил работу с римским клубом.

### «Зенит»
10 декабря 2009 года на заседании совета директоров ФК «Зенит» была единогласно утверждена кандидатура Лучано Спаллетти на пост главного тренера клуба. Контракт Спаллетти был рассчитан на три года. По информации газеты «КоммерсантЪ», ссылающейся на «La Gazzetta dello Sport», его зарплата составила около 4 млн евро в год; по данным интернет-газеты «Фонтанка.ру» — 2,5 млн евро в год.

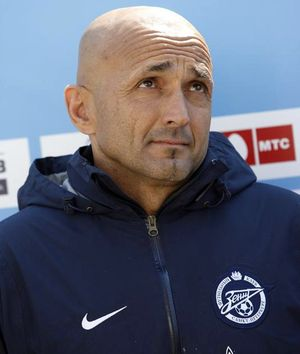
Спаллетти во время брифинга на тренировочной базе «Зенита» в Удельном парке

«Зенит», возглавляемый Спаллетти, не проигрывал на протяжении 23 матчей. Первое поражение петербургский клуб потерпел от французского «Осера» со счётом 0:2. Проигрыш в этом матче не позволил «Зениту» попасть в групповой этап Лиги чемпионов. Кроме этого поражения возглавляемый Спаллетти клуб дважды проиграл в ходе чемпионата России, что впрочем, не поколебало лидерские позиции команды. В групповом этапе Лиги Европы «Зенит» одержал шесть побед в шести матчах, за два тура до конца группового этапа досрочно обеспечив себе выход в стадию плей-офф и первое место в группе.
16 мая 2010 года «Зенит» стал обладателем Кубка России, обыграв в финальном матче «Сибирь» со счётом 1:0.
14 ноября 2010 года, за два тура до окончания чемпионата России, после домашней победы над «Ростовом» со счётом 5:0, «Зенит» стал чемпионом страны. По словам Спаллетти, он посвятил эту победу, во-первых, игрокам, «которые её заслужили»; во-вторых, — Алексею Миллеру и Александру Дюкову; в-третьих, — Петербургу и болельщикам.
Успехи Спаллетти в России не остались без внимания и в Италии. Так, капитан «Ромы» Франческо Тотти в блоге на своём официальном сайте написал: 

«Прекрасная работа нашего Лучано Спаллетти в России. Ему удалось добиться успеха в „Зените“, который стал обладателем „скудетто“ за два тура до конца чемпионата! Причём, с сухим счётом 5:0 — большой праздник!!!
Впрочем, мы это прекрасно знаем — в Риме не забывают тех, кто сделал что-то полезное и важное для нашего клуба. Он великий тренер, и чудесно, когда итальянцам удаётся показать их талант ещё и за границей. Мои поздравления».

 Уже бывший наставник римского клуба, сменивший Спаллетти на этом посту, Клаудио Раньери, в эфире еженедельной передачи «La Domenica Sportiva» («Спортивное воскресенье») на телеканале Rai 2 отметил: 

«Поздравляю Спаллетти. Много наших тренеров едет за границу, и мы должны их экспортировать в ещё большем количестве. Я верю в нашу школу тренеров в Коверчано».
 Президент Итальянской федерации футбола Джанкарло Абете на семинаре по теме «Стратегия и проекты НОК Италии по развитию олимпийского спорта и спорта высших достижений» сказал: 

«Большая радость видеть успехи итальянских тренеров за границей. Победа Лучано Спаллетти — ещё один отличный результат.
Его команда всё время лидировала в чемпионате, и Спаллетти давал уверенность своим футболистам».

6 марта 2011 года возглавляемый Спаллетти «Зенит» завоевал Суперкубок России, обыграв на краснодарском стадионе «Кубань» ЦСКА 1:0.
В 2011 году «Зенит» под руководством Спаллетти принял участие в групповом этапе Лиги чемпионов. Показав довольно убедительную игру, «Зенит» впервые в истории вышел в весеннюю стадию розыгрыша Лиги чемпионов. Решающий матч состоялся на стадионе «Драгау» с «Порту». Петербургской команде достаточно было сыграть вничью, что подопечные Спаллетти и сделали, обеспечив выход из группы со второго места.
9 января 2012 Спаллетти подписал новый контракт с «Зенитом», рассчитанный на 3,5 года. Условия контракта были таковы, что Спаллетти не только займется тренировочной и игровой подготовкой состава команды, но и получит право регулировать вопросы, связанные с трансферной политикой.
28 апреля, в 41-м туре чемпионата России 2011/12 «Зенит» победил в домашнем матче московское «Динамо» (2:1) и оформил чемпионство за 3 тура до окончания. Таким образом, Лучано Спалетти выиграл второй подряд чемпионский кубок с «Зенитом». В мае 2012 в прессе появилась информация, о том, что Спаллетти может возглавить сборную России после Евро-2012 и ухода Дика Адвоката.
Перед началом сезона 2012/13 Спалетти немного сменил имидж, отрастив усы. В начале сезона «Зенит» пополнили Халк и Аксель Витсель, эти трансферы стали рекордными для российского футбола. Однако успеха команде это не принесло — «Зенит» не сумел выйти в плей-офф Лиги чемпионов, заняв лишь третье место в группе, а чемпионство в России уступили ЦСКА.
11 марта 2014 года руководство «Зенита» приняло решение об отстранении Спаллетти и его тренерского штаба от руководства командой после нулевой ничьей с «Томью». Тем не менее клуб не стал расторгать контракты с итальянцем и его штабом, продолжая платить им зарплату, даже после назначения на его место Андре Вилаша-Боаша. По данным «РИА Новости» Спаллетти продолжал получать зарплату размером 300 тысяч евро в месяц до окончания контракта, истекавшего по завершении сезона-2014/15. По данным ТАСС клуб выплатил Спалетти порядка 4 млн евро с момента его ухода из команды по 30 июня 2015 года, поскольку единовременная выплата неустойки могла создать «Зениту» проблемы при соблюдении правил финансового fair-play.

### Возвращение в Италию
14 января 2016 года Спаллетти вернулся к тренерской работе, во второй раз в карьере возглавив «Рому». Вице-чемпион Италии на момент назначения Спаллетти находился на пятом месте, рискуя не попасть в зону еврокубков, однако команда в итоге заняла третье место в чемпионате. В квалификации Лиги чемпионов 2016/2017 «Рома» уступила «Порту», а в Лиге Европы уступила в 1/8 финала «Лиону». 30 мая 2017 года тренер покинул занимаемый пост, после того как в третий раз в карьере (четвёртый, включая сезон 2005/2006) привёл клуб к званию вице-чемпионов Италии.
9 июня 2017 года был назначен главным тренером «Интера», подписав контракт на два года. 14 августа 2018 года контракт с «Интером» был продлён до 2021 года. 30 мая 2019 года «Интер» объявил об уходе специалиста с поста главного тренера. Оба сезона под его руководством «чёрно-синие» финишировали на четвёртом месте в турнирной таблице.
29 мая 2021 года Спаллетти стал главным тренером «Наполи», подробности контракта при этом не разглашались. Первый сезон под руководством Спаллетти неаполитанцы завершили на третьем месте, завоевав бронзовые медали чемпионата, при этом до 16-го тура команда шла в лидерах турнирной таблицы. В следующем сезоне подопечные Спаллетти за пять туров до конца чемпионата впервые за 33 года завоевали чемпионский титул. При этом сам Спаллетти стал самым возрастным тренером, выигравшим Серию А (в возрасте 64 лет и 58 дней). При этом в Лиге чемпионов «Наполи» уверенно дошёл до четвертьфинала, уступив там «Милану» с общим счётом 1:2. Однако 29 мая 2023 года Спаллетти объявил об отставке с поста главного тренера «Наполи», предполагаемой причиной которой стали разногласия с президентом клуба Аурелио Де Лаурентисом.

### Сборная Италии
19 августа 2023 года было объявлено о назначении Спаллетти главным тренером сборной Италии. По данным журналиста Фабрицио Романо, соглашение со специалистом рассчитано до 2026 года. В первом матче под руководством Спаллетти «скуадра адзурра» неожиданно сыграла вничью со счётом 1:1 со сборной Северной Македонии в отборочном матче к Евро 2024. Несмотря на это, итальянцы сумели квалифицироваться на чемпионат Европы, обойдя в турнирной таблице сборную Украины по дополнительным показателям.

## Статистика в качестве главного тренера
| Эмполи         | Флаг Италии (1946—2003) | 1 июля 1995     | 30 июня 1998    | 114  | 48  | 33  | 33  | 042,11 |
| Сампдория      | Флаг Италии (1946—2003) | 1 июля 1998     | 30 июня 1999    | 38   | 14  | 8   | 16  | 036,84 |
| Венеция        | Флаг Италии (1946—2003) | 1 июля 1999     | 30 июня 2000    | 34   | 6   | 8   | 20  | 017,65 |
| Удинезе        | Флаг Италии (1946—2003) | 1 марта 2001    | 30 июня 2001    | 14   | 2   | 4   | 8   | 014,29 |
| Анкона         | Флаг Италии (1946—2003) | 1 июля 2001     | 30 июня 2002    | 38   | 14  | 8   | 16  | 036,84 |
| Удинезе        | Флаг Италии (2003—2006) | 1 июля 2002     | 7 июня 2005     | 122  | 53  | 32  | 37  | 043,44 |
| Рома           | Италия                  | 30 июля 2005    | 1 сентября 2009 | 222  | 120 | 52  | 50  | 054,05 |
| Зенит (СПб)    | Россия                  | 11 декабря 2009 | 11 марта 2014   | 184  | 107 | 45  | 32  | 058,15 |
| Рома           | Италия                  | 14 января 2016  | 30 мая 2017     | 75   | 50  | 11  | 14  | 066,67 |
| Интернационале | Италия                  | 9 июня 2017     | 30 мая 2019     | 90   | 46  | 24  | 20  | 051,11 |
| Наполи         | Италия                  | 29 мая 2021     | 30 июня 2023    | 96   | 62  | 16  | 18  | 064,58 |
| Сборная Италии | Италия                  | 1 сентября 2023 | 9 июня 2025     | 24   | 12  | 6   | 6   | 050,00 |
| Итого          | Итого                   | Итого           | Итого           | 1051 | 534 | 247 | 270 | 050,81 |

## Достижения
Командные
Эмполи
- Победитель Серии C: 1995/96
- Обладатель Кубка итальянской серии С: 1995/96
- Победитель Серии B: 1996/97

Рома
- Обладатель Кубка Италии (2): 2006/07, 2007/08
- Обладатель Суперкубка Италии: 2007

Зенит
- Чемпион России (2): 2010, 2011/12
- Обладатель Кубка России: 2009/10
- Обладатель Суперкубка России: 2011

Наполи
- Чемпион Италии: 2022/23

Личные
- Введён в Зал славы итальянского футбола: 2023
- Обладатель премии «Золотая скамья» (2): 2005, 2023
- Тренер года в Италии (3): 2006, 2007, 2023
- Лучший футбольный тренер России по версии РФС (2): 2010, 2011/2012
- «ТОП 50. Самые знаменитые люди Петербурга»: 2012[38]

## Личная жизнь
Спаллетти женат. У него трое детей — два мальчика, Самуэле и Федерико, и дочь Матильда.
Лучано является коллекционером: «Я коллекционирую молотки. Эта вещь нравится мне больше всего. У старых молотков есть одна особенность — они все сделаны вручную, у всех них есть различия. Те, что были сделаны на конвейере, меня не интересуют».